# Microbotryomycetes
Microbotryomycetes er en klasse i Basidiesvampe rækken.